# Oliena
Oliena (sardisch Uliana) ist eine italienische Gemeinde mit 6530 Einwohnern (Stand 31. Dezember 2023) im östlichen zentralen Sardinien.

## Geografische Lage
Der Ort liegt auf 379 m am Nordosthang des überwiegend aus weißen Kalkstein bestehenden Supramonte-Gebirges. Dessen höchste Erhebung, der Monte Corrasi mit 1463 m s.l.m., ist der Hausberg Olienas.
Die Nachbargemeinden sind Dorgali, Nuoro und Orgosolo.

## Geschichte
Der Weinbau in der Region wurde von Franziskanern und Jesuiten begründet.

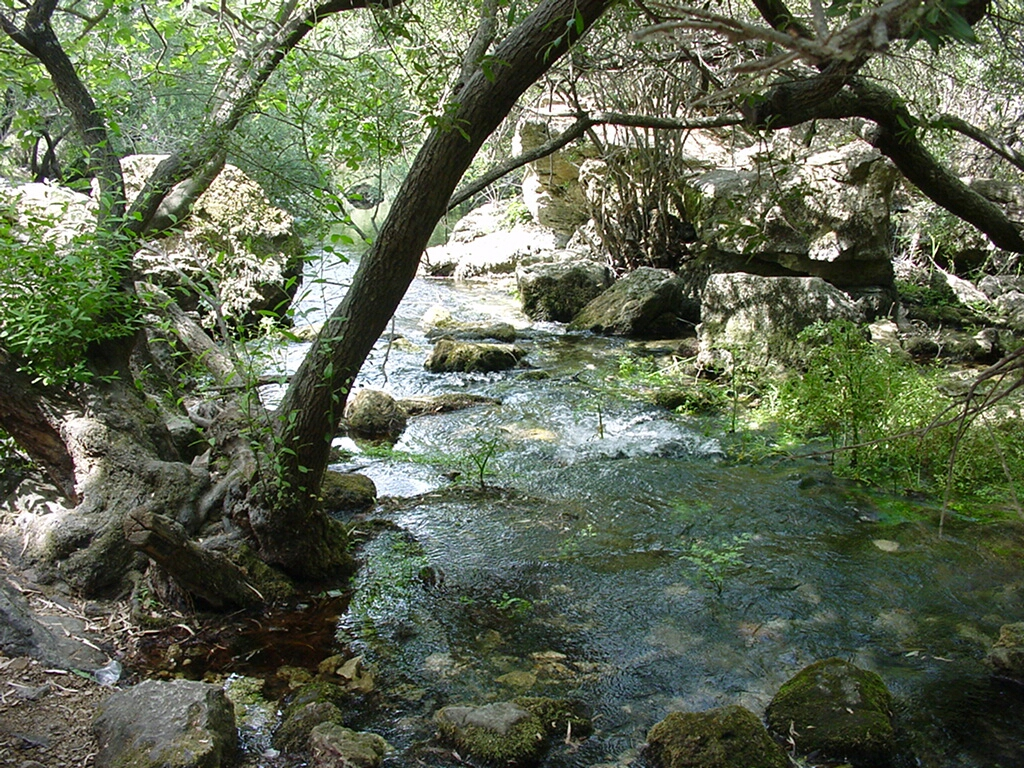
Bei der Grotte „Su Gologone Sorgente Carsica“

## Kultur und Sehenswürdigkeiten
- Die Grotte und Karstquelle Su Gologone
- Die vorgeschichtliche Siedlung der Nuraghenkultur Tiscali
- Die Nuraghensiedlung Sa Sedda ’e Sos Carros

### Bauwerke
Es gibt ca. 10 Kirchen, die alle architektonisch recht einfach gehalten sind. Die Pfarrkirche des St. Ignatius von 1734 ist, wie die meisten Jesuitenkirchen Sardiniens mit je drei Seitenkapellen jedoch ohne profiliertes Querschiff gebaut. Im Innern steht eine Holzstatue des Begründers des Jesuitenordens des Hl. Ignatius von Loyola, der das Buch der „Constitutiones Societatis Jesu“ in den Händen hält. Ihm ist die Kirche geweiht. In der Sakristei hängt der „Retablo di San Cristoforo“, der Einflüsse der Quattrocentomalerei Umbriens aufweist und ein Beispiel der populären Strömung unter den katalanischen Retabelmalern des späten
15. Jahrhunderts ist. Das Doppeltriptychon zeigt zwischen der Hl. Appolonia und dem Hl. Rochus den Hl. Christophorus, darunter die thronende Maria zwischen den Hll. Julius
und Fabian. In der Predella sind Johannes der Täufer, der sardischen Hl. Georg von Suelli, Christus (Pietà), Nikolaus von Bari und der Hl. Gavinus von Torres (ebenfalls ein sardischer Heiliger) dargestellt.

### Musik
Wie in vielen sardischen Dörfern werden auch in Oliena zu vielen Anlässen Canti Sardi gesungen – traditionelle sardische Chorgesänge, bei denen 4 Tenores a cappella einen ergreifenden Klang produzieren. Dazu tanzt man teilweise traditionelle Rundtänze, diese können aber auch von Akkordeon-Musik begleitet sein.

### Regelmäßige Veranstaltungen

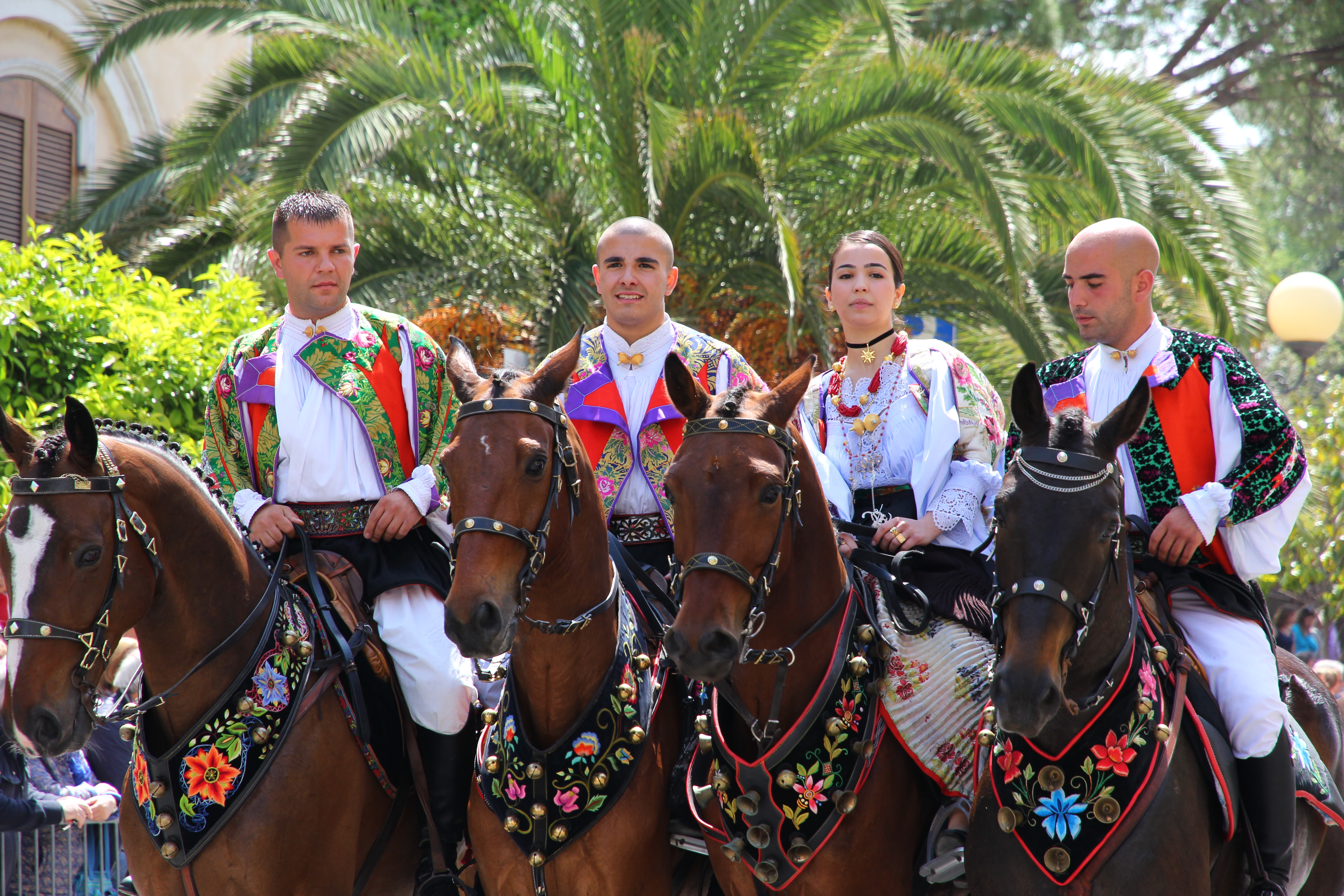
Trachten

- Die Prozession zum Ostersonntag (S'Incontru) ist vermutlich die bekannteste in der Gegend.
- Zu Cortes Apertas werden in den alten Höfen traditionelle Handwerke etc. vorgestellt.
- Darüber hinaus gibt es Feste zu Ehren von San Lussurio (18.–24. August), S.Antonio (ein großes Lagerfeuer wird im Ort angezündet) und S.Giovanni (24. Juni).

### Kulinarische Spezialitäten
- Cannonau-Wein
- Pecorino (Schafskäse)
- Pane Carasau (Brotspezialität)

## Wirtschaft und Verkehr
Es gibt keine nennenswerte Industrie in Oliena, im nahen Nuoro ist aber ein neues Gewerbegebiet entstanden.
Von Oliena sind es nur 10 Kilometer bis in die Provinzhauptstadt Nuoro und 12 Kilometer bis zur Schnellstraße SS131dir.

## Söhne und Töchter der Stadt
- Gianfranco Zola (* 1966), Fußballspieler und -trainer

## Gemeindepartnerschaft
Mit der spanischen Gemeinde Oliana in der Provinz Lleida (Katalonien) besteht eine Partnerschaft.